# Onthophagus fradei
Onthophagus fradei là một loài bọ cánh cứng trong họ Bọ hung (Scarabaeidae).